# 蒂姆·沃伯格
蒂姆·沃伯格（德語：Tim Wallburger；1989年8月18日—）是一位德國游泳運動員。他代表德國參加了2012年倫敦奧運會的4乘200米接力的比賽。